# Новий (Україна)
Новий — селище в Україні, у Кадіївській міській громаді Алчевського району Луганської області. Населення становить 234 особи. Орган місцевого самоврядування — Червонопрапорська сільська рада.
Знаходиться на тимчасово окупованій території України.
Відповідно до Розпорядження Кабінету Міністрів України від 12 червня 2020 року № 717-р «Про визначення адміністративних центрів та затвердження територій територіальних громад Луганської області» увійшло до складу Кадіївської міської громади.

## Населення
За даними перепису 2001 року населення селища становило 234 особи, з них 73,93 % зазначили рідною українську мову, а 26,07 % — російську.